# Dragimir
Dragimir także Dragomir (serb.: Драгомир, Dragomir) - władca Trawunii po 971 roku do 1018 roku.  
Panowanie Dragimira przypada na drugą połowę X wieku, kiedy to po śmierci księcia Czasława rozpadło się państwo serbskich Wyszesławiców. Spod serbskiego zwierzchnictwa wyswobodziły się wówczas Dukla, Trawunia, a nawet terytorium Konawli. Kolejni władcy Trawunii: Chwalimir i jego syn Tiszimir (Tugomir) Belicie podporządkowali sobie jednak Duklę. Przenieśli też ośrodek swego państwa z Trawunii do Dukli. Na Tiszimirze jednak prawdopodobnie wygasła dynastia Beliciów. Władzę w księstwie trebiniańsko-duklańskim przejęli duklańscy Predimirowicze. Według Popa Duklanina Dragimir objął władzę w Trawunii, jego starszy brat Petrisław w Dukli, a najmłodszy Mirosław w Podgoriu. Po śmierci Mirosława, który utonął podczas burzy żeglując po Balcie, Petrisław objął również Podgoricę. Nie sposób stwierdzić czy zajął też rządzoną przez Dragimira Trawunię.  
Po śmierci Petrisłwa władzę nad Duklą przejął jego syn Jan Włodzimierz, który około 993 roku zawarł przymierze z Bizancjum wymierzone przeciw Bułgarii cara Samuela. W 998 lub 999 roku Samuel zaatakował ziemie młodego księcia duklańskiego i zdobył bez większego oporu stolicę Dukli. Anektował całe państwo, a jego władcę pojmał i uprowadził do Prespy. Źródła nie wspominają przy tej okazji o Dragimirze. Jeśli nawet władał w tym czasie Trawunią, utracił ja na rzecz cara bułgarskiego. Uwięzionego Jana Włodzimierza poślubiła młodsza z córek Samuela Teodora Kosara. Car przywrócił mu więc po ślubie tron duklański, jednocześnie dzieląc Duklę pomiędzy swego zięcia i jego wuja Dragomira, którego osadził w Trawunii.
Po śmierci Samuela w 1014 roku władzę w państwie bułgarskim objął jego syn Gabriel Radomir, który dwa lata później został zamordowany przez swego kuzyna Iwana Władysława. Nowy car, aby zabezpieczyć się od zachodu wezwał do Prespy swego wasala Jana Włodzimierza i rozkazał go ściąć. Po śmierci Iwana Władysława, na początku 1018 roku Dragimir podjął próbę podporządkowania sobie Dukli. Zginął w 1018 roku podczas zdobywania Kotoru, z rąk jego mieszkańców. Pop Duklanin tak opisuje jego śmierć: Kiedy tylko Dragimir  nakazał swym ludziom zaatakowanie miasta od strony morza, obywatele Kotoru przypłynęli ku niemu ofiarując mu chleb, wino i zapraszając na obiad na wyspie świętego Gabriela. Podczas przyjęcia, gdy się zorientowali, że Dragimir ma ze sobą niewielu ludzi, a z powodu oddalenia od brzegu pozostali nie przyjdą mu z pomocą, powstali, aby go zabić. Dragimir widząc to chwycił za miecz i schronił się w kościele. Zamachowcy nie odważyli się wejść do środka, jeden z nich wspiął się jednak na dach i zaczął miotać w Dragimira płyty i kamienie z dachu, i tak go zabił.
Według relacji Popa Duklanina wdowa po Dragimirze, po jego śmierci, zbiegła wraz z dwoma córkami na dwór swego ojca Lutomira do Raszki. Ponieważ ojciec zmarł, udała się do swoich wujów w Bośni. Tam w miejscowości Brusno urodziła Dragimirowi syna Dobrosława.